# Palmyre Bazard
Palmyre Bazard, parfois orthographié Palmire, est une prosélyte saint-simonienne. Son unique écrit connu la situe parmi les femmes françaises précurseures du féminisme.
Elle est peut-être la fille ou la sœur de Saint-Amand Bazard. 

## Biographie

### Enfance et origines
Seul élément connu, Palmyre Bazard a été identifiée comme étant une sœur de Saint-Amand Bazard (1791-1832),.
Toutefois, il est à noter qu'en 1809, une enfant, nommée Palmyre Virginie Bazard, est déclarée à la mairie de l'ancien 7e arrondissement de Paris comme étant la fille d'« Amand Bazard, employé, et de Marie Julie Seringe, domiciliés même adresse, non mariés ». Elle est baptisée quatre ans plus tard par sa mère à la paroisse Saint-Gervais, sous le nom de Marie Palmire Virginie Seringe. Palmyre Bazard meurt le 12 septembre 1883 à Paris, en son domicile du 41, rue de Lancry. Elle est inhumée le lendemain au cimetière parisien de Saint-Ouen.
En 1887, La Revue politique et littéraire écrit : « Dès 1831 parut un « Appel aux femmes sur leur mission religieuse ». L’auteur en était, assure-t-on, Mlle Palmyre Bazard, fille d’un des principaux chefs de la nouvelle école. »

### Prosélyte saint-simonienne
Les sources manquent pour établir une biographie de Palmyre Bazard, néanmoins quelques écrits permettent de savoir qu'elle a activement participé au mouvement saint-simonien, notamment durant les années 1830 à 1833, période d'intense activité de l'Église ou Religion saint-simonienne, sous l'impulsion de ses deux Pères Saint-Amand Bazard et Prosper Enfantin. Des documents du fonds Enfantin  relevés par des chercheurs du XXe, nous apprennent qu'elle était, responsable du deuxième degré, avec Caroline Simon et la jeune Claire Bazard, et qu'elle a signé la protestation de son frère Saint-Amand Bazard, avant de le suivre dans son schisme.

### Précurseuredu féminisme
L'unique texte qui lui est attribué aujourd'hui a été publié, en 1831, dans le journal saint-simonien L'Organisateur et reproduit dans des brochures, de propagande saint-simonienne, distribuées en province. Ce texte non signé, dont l'auteur est indiqué être « une jeune personne de la famille Saint-Simonienne », a été attribué à Palmyre Bazard à la fin du XXe siècle. L'étude des huit pages qui le composent a permis de mettre au jour, une fois le texte débarrassé des éléments de propagande et prosélyte, l'existence de constats et inspirations novatrices dans le domaine du féminisme, comme chez ceux d'autres femmes saint-simoniennes, entre autres Claire Démar et Claire Bazard.

## Travaux

### Texte publié
Extraits féministes du texte de Palmyre Bazard :
« L'œuvre commencée en 89 s'achève; en trois jours la France a réduit en poussière ce qui n'était déjà plus que ruines, l'église spirituelle et le trône féodal; et par toute l'Europe son exemple est suivi. Mais tandis que les esprits s'agitent au milieu des décombres, tandis qu'une grande régénération, prête à s'opérer, met en mouvement tous les sentimens, toutes les activités, que font les femmes ? que font-elles, surtout dans cette France qui donna le signal ? Hélas! femmes de France, répondez-moi; c'est une femme qui vous parle : que faites-vous? ...
(...) femmes de France à qui nous nous adressons; nous disons : Émancipation des classes pauvres, qui sont les plus nombreuses ; Association universelle ; Égalité sainte de l'homme et de la femme (...) Les privilèges de la naissance, telle est la cause de la détresse et de la guerre; ...
(...) Femmes que j'avais vues si belles et si heureuses, là où nulle place ne vous était interdite, parce que vous partagiez tous les travaux; ...
(...) Ne craignez point de vous élever au-dessus de cette place obscure que vous occupez; croyez-moi, vos époux, vos frères ont assez de cet amour d'esclaves qui laisse peser tout entier sur eux le soin des destinées humaines; courage! venez en prendre votre part, ce n'est point une usurpation que nous vous proposons en vous parlant ainsi. Faites qu'ils ne posent plus toujours le pied les premiers pour préparer le chemin, ... »
- Palmyre Bazard, Aux femmes, sur leur mission religieuse dans la crise actuelle, D. Brière, Rouen, 1831, Hachette, 1977 & 1995, (bnf Gallica)

### Lettres
- Palmyre Bazard (lettres de), fonds Enfantin[15]